# Jannie Schilder
Johannes Clemens (Jannie) Schilder (Volendam, 28 september 1936) is een Nederlands voormalig voetballer die als verdediger speelde.
Schilder begon bij Volendam waar hij vanaf 1955 in het eerste team speelde. In 1957 ging hij naar Sparta Rotterdam waarmee hij in het seizoen 1957/58 de KNVB Beker won en in het seizoen 1958/59 landskampioen werd. In 1961 keerde Schilder terug naar Volendam waar hij tot 1968 zou spelen.